# جرج جی. میچل
جرج جی. میچل (به انگلیسی: George J. Mitchell) سناتور سابق عضو حزب دموکرات ایالات متحده آمریکا بود. وی در سال ۱۹۸۰ تا ۱۹۹۵ میلادی سناتور ایالت مین در سنای ایالات متحده آمریکا بود.